# حوزه انتخابیه دوازدهم ایلینوی
حوزه انتخابیه دوازدهم ایلی‌نوی یک حوزه انتخابیه مجلس نمایندگان آمریکا است که در ایالت ایلی‌نوی قرار دارد.